# Планировщик (дайвинг)
Программа для планирования профиля погружения или планировщик — вид программного обеспечения, предназначенный для ускорения расчёта декомпрессионных обязательств и подбора состава, количества и объёма газовых смесей, необходимых для выполнения погружения. Основное и главное преимущество перед декомпрессионными таблицами — возможность планирования серии декомпрессионных погружений с поверхностными интервалами, не обеспечивающими вывод избыточного количества растворённых в тканях тела инертных газов.